# Amiot Métayer
Amiot Métayer (falecido em 20/21 de setembro de 2003), também conhecido como "Ti-Cubain", foi um líder de gangue no Haiti. Essa gangue, chamada de "Exército Canibal", estava baseada na cidade de Gonaïves, no norte. 
Em 1991, exilou-se nos Estados Unidos após o golpe militar do general Raoul Cédras, que havia deposto o presidente Jean-Bertrand Aristide em fevereiro de 1991.
Em 1994, Amiot Métayer voltou a Gonaïves. Como partidário do presidente Aristide, fundou uma organização popular com jovens desempregados da cidade. Mas esta organização, apelidada de "Exército Canibal", logo se transforma em uma gangue equipada com muitas armas de fogo que impõe sua própria lei e persegue os adversários.
Em dezembro de 2001, um ataque ao Palácio Nacional serviu de pretexto para uma violenta onda de repressão. Amiot Métayer foi acusado de incendiar várias casas e de ter queimado vivo o motorista de um líder da oposição de Gonaïves, Luc Mesadieu. Preso em maio de 2002, ele foi libertado três meses depois por membros de sua gangue que romperam a parede da prisão usando um trator roubado. Cento e cinquenta e nove prisioneiros aproveitam a oportunidade para escapar. Desde sua fuga, Amiot Métayer residia em Gonaïves sem se preocupar com as autoridades, cercado por sua guarda pretoriana.
Perante a violência deste bando, a comunidade internacional e grupos de direitos humanos, para restabelecer um clima de segurança propício à organização de novas eleições, passam a exigir a prisão e julgamento de Amiot Métayer.
Ele foi encontrado assassinado em setembro de 2003, seu corpo foi jogado no matagal, sem coração, fígado e olhos. Seus partidários acusaram Aristide de ter ordenado sua morte.
Em março de 2004, após uma rebelião bem-sucedida contra Aristide em fevereiro (da qual Buteur Métayer, irmão de Amiot, foi um dos líderes), o recém-nomeado primeiro-ministro haitiano Gérard Latortue visitou Gonaïves e prestou homenagem a Métayer, pedindo um momento de silêncio para lembrá-lo .